# وايومنغ فورد سنتر
وايومنغ فورد سنتر (بالإنجليزية: Ford Wyoming Center)‏ المعروف سابقًا باسم مركز أحداث كاسبر (بالإنجليزية: Casper Events Center)‏ هي ساحة متعددة الأغراض في كاسبر، وايومنغ، في الولايات المتحدة.